# ハイメ・リオス
ハイメ・リオス（Jaime Rios、1953年8月14日 - 2019年3月20日）は、パナマのプロボクサー。元WBA世界ライトフライ級王者。

## 来歴
1973年7月28日にプロデビュー。
デビュー以来10連勝を果たし、パナマフライ級王座に挑戦するものの僅差の判定で敗戦。
初黒星後の再起戦では引き分けたが、その後5連勝で新設されたWBA世界ライトフライ級王座決定戦に勝利して初代WBA世界ライトフライ級王者となった。
1976年1月3日、鹿児島県立体育館で天龍数典を相手に初防衛戦を戦い、15ラウンド判定勝ちで勝利して初防衛を果たすが、同年7月2日、2度目の防衛戦でファン・ホセ・グスマンに敗れて王座陥落。
1977年1月30日、グスマンから王座を奪取した具志堅用高に、日本武道館で挑戦するも判定負けで王座返り咲きならず。
その後3連勝で1978年5月7日、広島県立体育館にて具志堅用高と再戦するも13R2:59KO負け。
その後約14年間試合をしていなかったが、1992年8月15日に再起戦を勝利するものの10月31日の敗戦を最後に現役を引退。
2019年3月20日、呼吸器系疾患の影響で死去した。65歳没。

## 獲得タイトル
- WBA世界ライトフライ級王座（防衛1度）